# 辰溪县第一中学
辰溪县第一中学是中华人民共和国湖南省的一所全日制公办高级中学。位于湖南省怀化市辰溪县。为怀化市公立学校、怀化市示范中学。

## 歷史
辰溪县第一中学前身为1943年创办的辰溪县立初级中学。1952年下学期，辰溪县立初级中学改称辰溪县第一初级中学。1958年下学期，辰溪县第一初级中学開設高中，校名改为辰溪县第一中学。1969年6月，辰溪县第一中学与辰溪二中合并，改称辰溪县直属中学。1973年下学期，又恢復辰溪县第一中学舊名。1981年，该校成为怀化市重点中学。